# Constantin Zureik

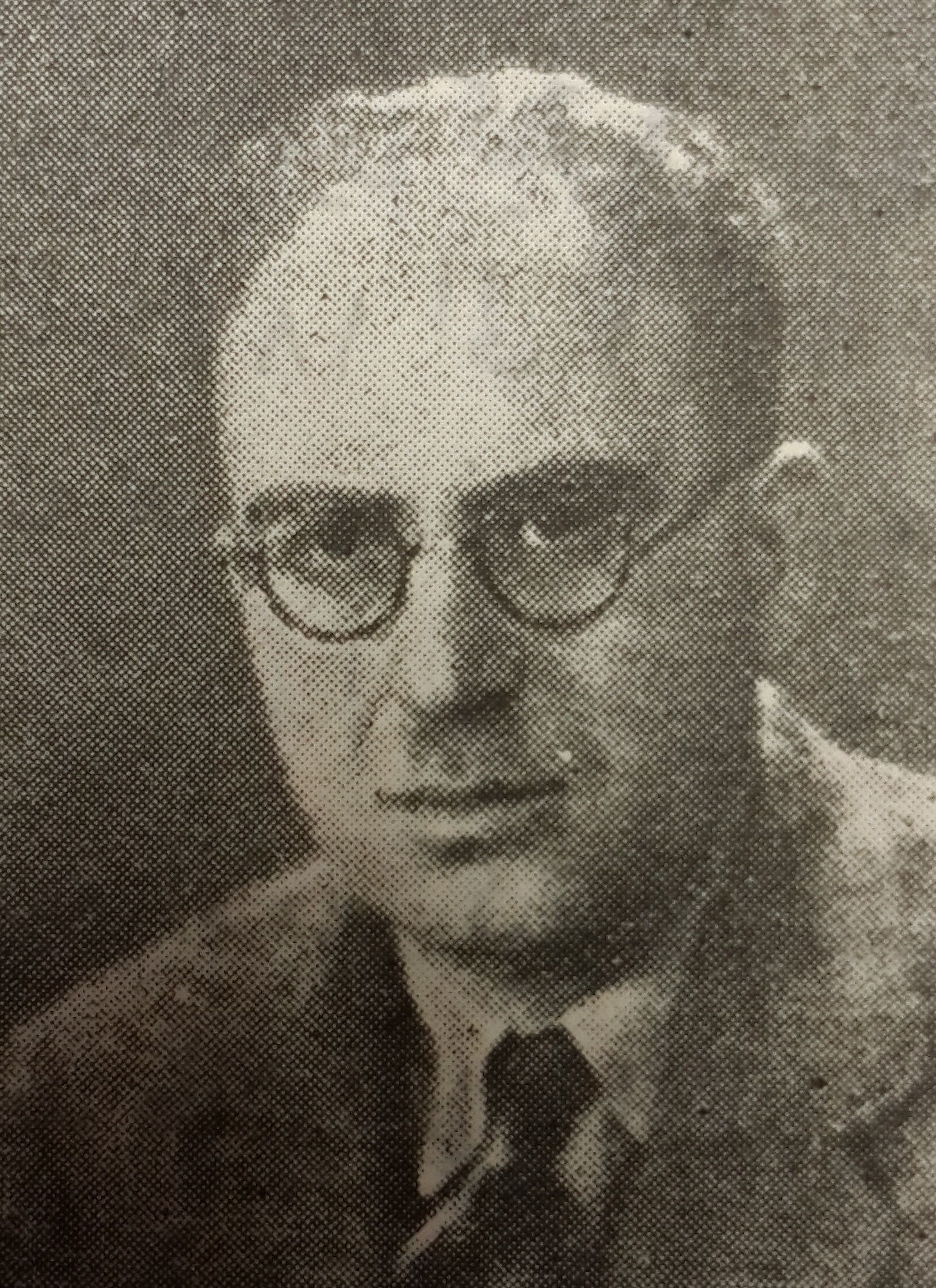
Constantin Zureik

Constantin K. Zureik oder Zureiq oder Zurayk (arabisch قسطنطين زريق Qustantin Zuraiq; * 18. April 1909 in Damaskus, Osmanisches Reich; † 11. August 2000 in Beirut, Libanon) war ein berühmter und einflussreicher syrisch-arabischer Geschichtswissenschaftler und Intellektueller, der zu den Pionieren des arabischen Nationalismus zählte. Zusammen mit Georges Habache gründete Zureik in den 1950er Jahren die Arabische Nationalistische Bewegung. Er ist auch Mitbegründer der Forschungseinrichtung Institute for Palestine Studies.

## Leben und akademische Karriere
Constantin Zureik wurde 1909 in eine griechisch-orthodoxe Christenfamilie hineingeboren. Er erhielt seine Grundschul- und Sekundärbildung in den orthodoxen Schulsystemen und galt als wissbegierig sowie intelligent. Er setzte seine Bildung an der Amerikanischen Universität Beirut (Université américaine de Beyrouth) fort und erhielt 1930 seinen PhD an der Princeton-Universität. Direkt danach begann er zu lehren und wurde Professor für Geschichte an der Amerikanischen Universität Beirut.
Im August 1933 gründete er mit Faride Zeineddine, Darwisch Miqdadi und etwa 50 weiteren in Quara'il in den libanesischen Bergen die Liga der Nationalen Aktion, die gegen den französischen Kolonialeinfluss kämpfte. Das politische Establishment in Syrien wurde damals von Landeigentümern und im Ottomanischen Reich ausgebildeten Politikern dominiert. Die Liga der Nationalen Aktion wurde von Professoren, Rechtsanwälten und Beamten geführt, die nicht auf den Gütern ihrer Eltern lebten, sondern versuchten selbständige Berufskarrieren zu entwickeln. Ihre Mitglieder hatten sämtlich in Europa und den US-amerikanischen Universitäten im Nahen Osten studiert. Zureik engagierte sich in dieser Liga, zu der auch Sabri al-Asali, Zaki al-Arsuzi und Munir al-Adschlani gehörten. Sie erlangte 1933 eine gewisse Popularität, die aber mit dem Tod des charismatischen Führers Abdul Razzaq al-Dandaschi (1899–1935) endete.

Mitglieder der „UNESCO-Kommission Geschichte der Menschheit“. Von links sitzend Constantine K. Zurayk (Syrien), Julian Huxley (England), Paulo B. Carneiro, (Brasilien), J. Torres Bodet (Mexico), Ralph E. Turner (USA), Carl J. Burckhardt (Schweiz). Stehend Pere Bosch i Gimpera (Mexico), Jean Thomas (Frankreich), Silvio Zavala (Mexico), Charles Moraze (Frankreich), Armando Cortesão (Portugal), Mario Praz (Italien) – Madrid, 16. Dezember 1950.

Nachdem er seinen Promotion (Doktor) wurde erhielt, fokussierte Zureik seine Ziele innerhalb der Lehre und der Politik. Zusammen mit seiner Arbeit in der Professur wirkte Zureik 1945 gleichzeitig als Erster Berater der Syrischen Gesandtschaft in den Vereinigten Staaten und war Delegierter zum UN-Sicherheitsrat sowie zur Generalversammlung der Vereinten Nationen im Jahre 1946.
Von 1945 bis 1952 war Zureik Professor und später Präsident an der Universität Damaskus. Er trat von allen Posten zurück, nachdem Adib asch-Schischakli die Armee einsetzte, um Dissidenten unter der Studentenschaft auf dem Campus zu verhaften. Er ging daraufhin in den Libanon, nach Beirut und arbeitete dort als kommissarischer Präsident und Hochschullehrer von 1954 bis 1977 zusammen mit Walid Khalidi, Burhan Dajani und Sami Al-Alami im Institute for Palestine Studies. Er arbeitete für das IPS als Leiter von 1963 bis 1984. 1965 und 1977 war Zureiq Gastprofessor in den USA an der Columbia University und Georgetown University.

## Entwickler des arabischen Nationalismus

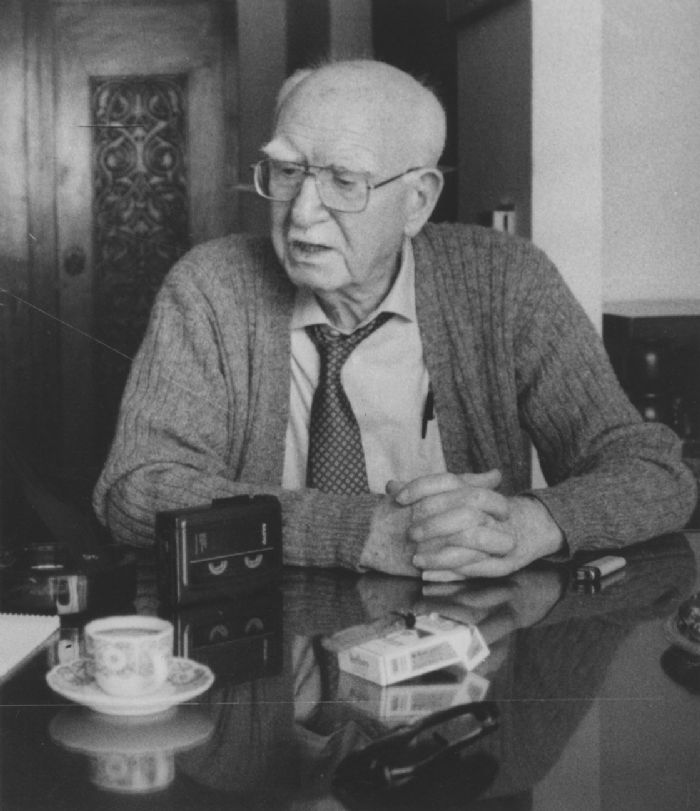
Constantin Zureik

Constantin Zureik drückte als einer der Ersten die Notwendigkeit der arabischen Einheit aus und betonte den dringenden Bedarf, die stagnierende arabische Gesellschaft durch rationales Denken zu verändern, und Denk- und Handelsmethoden radikal anzupassen. Zureik entwickelte verschiedene Ideen, wie die der „arabischen Mission“ und der „nationalen Philosophie“, welche zu Schlüsselkonzepten der arabisch-nationalistischen Denker wurden. In den letzten Jahren seines Lebens war er ein starker Verfechter einer intellektuellen Reform der arabischen Gesellschaft und betonte dabei die Wichtigkeit des Rationalismus sowie einer ethischen Revolution.

## Veröffentlichungen (Auswahl)
- Al Wa'i al Qaumi (Nationales Bewußtsein), 1939

- Ma'na an-Nakba (Die Bedeutung der Katastrophe), 1948

- Nahnu wa at-Tarikh (Wir und die Geschichte), 1959

- Nahnu wa al-Mustaqbal (Wir und die Zukunft), 1980